# Operation: Inner Space
Operation: Inner Space är ett 2D-datorspel utvecklat av Software Dynamics, utgivet 1994 till Windows 3.1. Spelet distribuerades ursprungligen med full funktionalitet under 14-dagars tidsbegränsad shareware och går fortfarande att köpa via spelets officiella hemsida.

## Gameplay
Spelaren navigerar utifrån top-down-perspektiv en valbar vapenbestyckad flygande farkost i Asteroids-maner med syftet att insamla hårddiskens alla filer visuellt representerade av ikoner. Ikoninsamlandet ackumulerar spenderbara resurser som man kan nyttja till förbättrad bestyckning eller till reparation, vilket via den knapptryckningskortväga "ambulansen" sker på spelytor indelade i flera "waves" med ett antal ikoner fördelade på varje. Förutom Asteroids-liknande klot och varierande spelväsen såsom blixtrande virus rör sig på spelytorna även AI-farkoster som antingen är fientliga, allierade eller neutrala gentemot spelaren och dennes lagtillhörighet. Beroende på spelarens handlingar (skjut/rädda farkost av specifikt lag) kan denna diplomatiska balans påverkas. Spelytenavigering sköts via en implementation av Utforskaren, och kan förutom standardförfarandet med tävlande ikonsamlande före övriga farkoster resultera i ett racing-läge där priset är ikoner.
Spelaren klarar ut spelet genom att besegra slutbossen "The Inner Demon", som man möter antingen då alla filers ikoner är insamlade eller då spelaren tillskansat sig spelets 4 "noble weapons" via slumpmässiga inbördes möten med "The Inner Demon"s drakar.